# Giải Oscar cho thiết kế phục trang xuất sắc nhất
Giải Oscar cho thiết kế trang phục là một trong các giải Oscar được Viện Hàn lâm Khoa học và Nghệ thuật Điện ảnh trao tặng hàng năm cho người thiết kế trang phục cho từng phim được cho là xuất sắc nhất. Giải này được trao từ năm 1948, khi đó chia ra 2 giải cho phim trắng đen và phim màu.
Dưới đây là danh sách các người thiết kế và tên các phim đoạt giải ở hàng đầu, tiếp theo là tên các người và phim được đề cử:

## Thập niên 1940
| Phim trắng đen - 1948: Roger K. Furse – Hamlet - Irene Lentz – B.F.'s Daughter - 1949: Edith Head và Gile Steele – The Heiress - Vittorio Nino Novarese – Prince of Foxes | Phim màu - 1948: Dorothy Jeakins và Barbara Karinska – Joan of Arc - Edith Head và Gile Steele – The Emperor Waltz - 1949: Marjorie Best, Leah Rhodes và William Travilla – Adventures of Don Juan - Kay Nelson – Mother Is a Freshman |

## Thập niên 1950
- 1950 Phim trắng đen Edith Head, Charles LeMaire - All About Eve
  - Jean Louis - Born Yesterday
  - Walter Plunkett - The Magnificent Yankee
- 1950 Phim màu Edith Head, Dorothy Jeakins, Elois Jenssen, Gile Steele, Gwen Wakeling - Samson and Delilah
  - Michael Whittaker - The Black Rose
  - Walter Plunkett, Arlington Valles - That Forsyte Woman
- 1951 Phim trắng đen Edith Head - A Place in the Sun
  - Walter Plunkett, Gile Steele (posthumous nomination) - Kind Lady
  - Charles LeMaire, Renie Conley - The Model and the Marriage Broker
  - Edward Stevenson, Margaret Furse - The Mudlark
  - Lucinda Ballard - A Streetcar Named Desire
- 1951 Phim màu Orry-Kelly, Walter Plunkett, Irene Sharaff - An American in Paris
  - Charles LeMaire, Edward Stevenson - David and Bathsheba
  - Helen Rose, Gile Steele (posthumous nomination) - The Great Caruso
  - Herschel McCoy - Quo Vadis?
  - Hein Heckroth - The Tales of Hoffmann
- 1952 Phim trắng đen Helen Rose - The Bad and the Beautiful
  - Jean Louis - Affair in Trinidad
  - Edith Head - Carrie
  - Charles LeMaire, Dorothy Jeakins - My Cousin Rachel
  - Sheila O'Brien - Sudden Fear
- 1952 Phim màu - Marcel Vertes - Moulin Rouge
  - Edith Head, Dorothy Jeakins, Miles White - The Greatest Show on Earth
  - Antoni Clavé, Mary Wills, Barbara Karinska - Hans Christian Andersen
  - Helen Rose, Gile Steele (posthumous nomination) - The Merry Widow
  - Charles LeMaire - With a Song in My Heart
- 1953 Phim trắng đen Edith Head - Roman Holiday
  - Walter Plunkett - The Actress
  - Helen Rose, Herschel McCoy - Dream Wife
  - Jean Louis - From Here to Eternity
  - Charles LeMaire, Renie Conley - The President's Lady
- 1953 Phim màu Charles LeMaire, Emile Santiago - The Robe
  - Mary Ann Nyberg - The Band Wagon
  - Irene Sharaff - Call Me Madam
  - Charles Le Maire, William Travilla - How to Marry a Millionaire
  - Walter Plunkett - Young Bess
- 1954 Phim trắng đen Edith Head - Sabrina
  - Georges Annenkov, Rosine Delamare - The Earrings of Madame De...
  - Helen Rose - Executive Suite
  - Christian Dior - Indiscretion of an American Wife
  - Jean Louis - It Should Happen To You
- 1954 Phim màu Sanzo Wada - Gate of Hell
  - Irene Sharaff - Brigadoon
  - Charles LeMaire, Rene Hubert - Désirée
  - Jean Louis, Mary Ann Nyberg, Irene Sharaff - A Star Is Born
  - Charles LeMaire, William Travilla, Miles White - There's No Business Like Show Business
- 1955 Phim trắng đen Helen Rose - I'll Cry Tomorrow
  - Beatrice Dawson - The Pickwick Papers
  - Jean Louis - Queen Bee
  - Edith Head - The Rose Tattoo
  - Tadaoto Kainosho - Ugetsu
- 1955 Phim màu Charles LeMaire - Love Is a Many-Splendored Thing
  - Irene Sharaff - Guys and Dolls
  - Helen Rose - Interrupted Melody
  - Edith Head - To Catch a Thief
  - Charles LeMaire, Mary Wills - The Virgin Queen
- 1956 Phim trắng đen Jean Louis - The Solid Gold Cadillac
  - Kohei Ezaki - the Seven Samurai
  - Helen Rose - The Power and the Prize
  - Edith Head - The Proud and the Profane
  - Charles LeMaire, Mary Wills - Teenage Rebel
- 1956 Phim màu Irene Sharaff - The King and I
  - Miles White - Around the World in Eighty Days
  - Moss Mabry, Marjorie Best - Giant
  - Edith Head, Ralph Jester, John Jensen, Dorothy Jeakins, Arnold Friberg - The Ten Commandments
  - Marie de Matteis - War and Peace

Từ năm 1957 chỉ có một loại giải.
- 1957 Orry-Kelly - Les Girls
  - Charles LeMaire - An Affair to Remember
  - Edith Head, Hubert de Givenchy - Funny Face
  - Jean Louis, - Pal Joey
  - Walter Plunkett - Raintree County
- 1958 Cecil Beaton - Gigi
  - Jean Louis - Bell, Book and Candle
  - Ralph Jester, Edith Head, John Jensen - The Buccaneer
  - Charles LeMaire, Mary Wills - A Certain Smile
  - Walter Plunkett - Some Came Running

Từ năm 1959 giải lại chia thành hai loại: 
- 1959 Phim trắng đen Orry-Kelly - Some Like It Hot
  - Edith Head - Career
  - Charles LeMaire, Mary Wills - The Diary of Anne Frank
  - Helen Rose - The Gazebo
  - Howard Shoup - The Young Philadelphians
- 1959 Phim màu Elizabeth Haffenden - Ben-Hur
  - Adele Palmer - The Best of Everything
  - Renie Conley - The Big Fisherman
  - Edith Head - The Five Pennies
  - Irene Sharaff - Porgy and Bess

## Thập niên 1960
| Phim trắng đen - 1960: Edith Head và Edward Stevenson – The Facts of Life - Danny Vachlioti – Never on Sunday - Howard Shoup – The Rise and Fall of Legs Diamond - Bill Thomas – Seven Thieves - Marik Vos – The Virgin Spring - 1961: Piero Gherardi – La dolce vita - Dorothy Jeakins – The Children's Hour - Howard Shoup – Claudell Inglish - Jean Louis – Judgment at Nuremberg - Yoshiro Muraki – Yojimbo | Phim màu - 1960: Arlington Valles – Spartacus - Irene Sharaff – Can-Can - Irene Lentz – Midnight Lace - Edith Head – Pepe - Marjorie Best – Sunrise at Campobello - 1961: Irene Sharaff – West Side Story - Bill Thomas – Babes in Toyland - Jean Louis – Back Street - Irene Sharaff – Flower Drum Song - Edith Head và Walter Plunkett – Pocketful of Miracles |

| - 1962: Norma Koch – What Ever Happened to Baby Jane? - Don Feld – Days of Wine and Roses - Edith Head – The Man Who Shot Liberty Valance - Ruth Morley – The Miracle Worker - Denny Vachlioti – Phaedra | - 1962: Mary Wills – The Wonderful World of the Brothers Grimm - Bill Thomas – Bon Voyage! - Orry-Kelly – Gypsy - Dorothy Jeakins – The Music Man - Edith Head – My Geisha |

| - 1963: Piero Gherardi – 8½ - Edith Head – Love with the Proper Stranger - William Travilla – The Stripper - Bill Thomas – Toys in the Attic - Edith Head – Wives and Lovers - 1964: Dorothy Jeakins – The Night of the Iguana - Edith Head – A House Is Not a Home - Norma Koch – Hush... Hush, Sweet Charlotte - Howard Shoup – Kisses for My President - René Hubert – The Visit | - 1963: Renie Conley, Vittorio Nino Novarese và Irene Sharaff – Cleopatra - Donald Brooks – The Cardinal - Walter Plunkett – How the West Was Won - Piero Tosi – The Leopard - Edith Head – A New Kind of Love - 1964: Cecil Beaton - My Fair Lady - Margaret Furse - Becket - Tony Walton - Mary Poppins - Morton Haack - The Unsinkable Molly Brown - Edith Head, Moss Mabry - What a Way to Go! |

| - 1965: Julie Harris – Darling - Moss Mabry – Morituri - Howard Shoup – A Rage to Live - Jean Louis và Bill Thomas – Ship of Fools - Edith Head – The Slender Thread - 1966: Irene Sharaff – Who's Afraid of Virginia Woolf? - Danilo Donati – Tin Mừng theo thánh Mátthêu - Danilo Donati – Mandragola - Helen Rose – Mister Buddwing - Jocelyn Rickards – Morgan! | - 1965: Phyllis Dalton – Doctor Zhivago - Vittorio Nino Novarese – The Agony and the Ecstasy - Marjorie Best và Vittorio Nino Novarese – The Greatest Story Ever Told - Edith Head và Bill Thomas – Inside Daisy Clover - Dorothy Jeakins – The Sound of Music - 1966: Elizabeth Haffenden – A Man for All Seasons - Jean Louis – Gambit - Dorothy Jeakins – Hawaii - Piero Gherardi – Juliet of the Spirits - Edith Head – The Oscar |

Từ năm 1967 lại nhập chung thành một loại giải:
- 1967: John Truscott – Camelot
  - Theadora Van Runkle – Bonnie and Clyde
  - Bill Thomas – The Happiest Millionaire
  - Danilo Donati và Irene Sharaff – The Taming of the Shrew
  - Jean Louis – Thoroughly Modern Millie
- 1968: Danilo Donati – Romeo and Juliet
  - Margaret Furse – The Lion in Winter
  - Phyllis Dalton – Oliver!
  - Morton Haack – Planet of the Apes
  - Donald Brooks – Star!
- 1969: Margaret Furse – Anne of the Thousand Days
  - Irene Sharaff – Hello, Dolly!
  - Ray Aghayan – Gaily, Gaily
  - Edith Head – Sweet Charity
  - Don Feld – They Shoot Horses, Don't They?

## Thập niên 1970
- 1970: Vittorio Nino Novarese – Cromwell
  - Edith Head – Airport
  - Jack Bear và Donald Brooks – Darling Lili
  - Bill Thomas – The Hawaiians
  - Margaret Furse – Scrooge
- 1971: Yvonne Blake và Antonio Castillo – Nicholas and Alexandra
  - Bill Thomas – Bedknobs and Broomsticks
  - Piero Tosi – Death in Venice
  - Margaret Furse – Mary, Queen of Scots
  - Morton Haack – What's the Matter with Helen?
- 1972: Anthony Powell – Travels with My Aunt
  - Anna Hill Johnstone – Bố già
  - Ray Aghayan, Norma Koch và Bob Mackie – Lady Sings the Blues
  - Paul Zastupnevich – The Poseidon Adventure
  - Anthony Mendleson – Young Winston
- 1973: Edith Head – The Sting
  - Marik Vos – Cries and Whispers
  - Piero Tosi – Ludwig
  - Don Feld – Tom Sawyer
  - Dorothy Jeakins và Moss Mabry – The Way We Were
- 1974: Theoni V. Aldredge – The Great Gatsby
  - Anthea Sylbert – Chinatown
  - John Furness – Daisy Miller
  - Theadora Van Runkle – Bố già phần II
  - Tony Walton – Murder on the Orient Express
- 1975: Milena Canonero và Ulla-Britt Soderlund – Barry Lyndon
  - Yvonne Blake và Ron Talsky – The Four Musketeers
  - Ray Aghayan và Bob Mackie – Funny Lady
  - Karin Erskine và Henny Noremark – The Magic Flute
  - Edith Head – The Man Who Would Be King
- 1976: Danilo Donati – Fellini's Casanova
  - William Ware Theiss – Bound for Glory
  - Anthony Mendleson – The Incredible Sarah
  - Mary Wills – The Passover Plot
  - Alan Barrett – The Seven-Per-Cent Solution
- 1977: John Mollo – Star Wars
  - Edith Head và Burton Miller – Airport '77
  - Anthea Sylbert – Julia
  - Florence Klotz – A Little Night Music
  - Irene Sharaff – The Other Side of Midnight
- 1978: Anthony Powell – Death on the Nile
  - Renie Conley – Caravans
  - Patricia Norris – Days of Heaven
  - Paul Zastupnevich – The Swarm
  - Tony Walton – The Wiz
- 1979: Albert Wolsky – All That Jazz
  - Shirley Russell – Agatha
  - Ambra Danon và Piero Tosi – The Bird Cage (La cage aux folles)
  - William Ware Theiss – Butch and Sundance: The Early Days
  - Judy Moorcroft – The Europeans

## Thập niên 1980
- 1980: Anthony Powell – Tess
  - Patricia Norris – The Elephant Man
  - Anna Senior – My Brilliant Career
  - Jean-Pierre Dorleac – Somewhere in Time
  - Paul Zastupnevich – When Time Ran Out
- 1981: Milena Canonero – Chariots of Fire
  - Tom Rand – The French Lieutenant's Woman
  - Bob Mackie – Pennies from Heaven
  - Anna Hill Johnstone – Ragtime
  - Shirley Russell – Reds
- 1982: Bhanu Athaiya, Madeline Jones và John Mollo – Gandhi
  - Albert Wolsky – Sophie's Choice
  - Piero Tosi – La Traviata
  - Elois Jenssen và Rosanna Norton – Tron
  - Patricia Norris – Victor/Victoria
- 1983: Marik Vos – Fanny and Alexander (Fanny och Alexander)
  - Joe I. Tompkins – Cross Creek
  - William Ware Theiss – Heart Like a Wheel
  - Anne-Marie Marchand – The Return of Martin Guerre
  - Santo Loquasto – Zelig
- 1984: Theodor Pistek – Amadeus
  - Patricia Norris – 2010
  - Jenny Beavan và John Bright – The Bostonians
  - Judy Moorcroft – A Passage to India
  - Ann Roth – Places in the Heart
- 1985: Emi Wada – Ran
  - Aggie Guerard Rodgers – The Color Purple
  - Albert Wolsky – The Journey of Natty Gann
  - Milena Canonero – Out of Africa
  - Donfeld – Prizzi's Honor
- 1986: Jenny Beavan và John Bright – A Room with a View
  - Enrico Sabbatini – The Mission
  - Anna Anni và Maurizio Millenotti – Otello
  - Theadora Van Runkle – Peggy Sue Got Married
  - Anthony Powell – Pirates
- 1987: James Acheson – The Last Emperor
  - Dorothy Jeakins – The Dead
  - Bob Ringwood – Empire of the Sun
  - Jenny Beavan và John Bright – Maurice
  - Marilyn Vance-Straker – The Untouchables
- 1988: James Acheson – Dangerous Liaisons
  - Deborah Nadoolman – Coming to America
  - Jane Robinson – A Handful of Dust
  - Patricia Norris – Sunset
  - Milena Canonero – Tucker: The Man and His Dream
- 1989: Phyllis Dalton – Henry V
  - Gabriella Pescucci – The Adventures of Baron Munchausen
  - Elizabeth McBride – Driving Miss Daisy
  - Joe I. Tompkins – Harlem Nights
  - Theodor Pištěk – Valmont

## Thập niên 1990
- 1990: Franca Squarciapino – Cyrano de Bergerac
  - Gloria Gresham – Avalon
  - Elsa Zamparelli – Dances with Wolves
  - Milena Canonero – Dick Tracy
  - Maurizio Millenotti – Hamlet
- 1991: Albert Wolsky – Bugsy
  - Ruth Myers – The Addams Family
  - Richard Hornung – Barton Fink
  - Anthony Powell – Hook
  - Corinne Jorry – Madame Bovary
- 1992: Eiko Ishioka – Bram Stoker's Dracula
  - Sheena Napier – Enchanted April
  - Jenny Beavan và John Bright – Howards End
  - Ruth E. Carter – Malcolm X
  - Albert Wolsky – Toys
- 1993: Gabriella Pescucci – The Age of Innocence
  - Sandy Powell – Orlando
  - Janet Patterson – The Piano
  - Jenny Beavan và John Bright – The Remains of the Day
  - Anna B. Sheppard – Schindler's List
- 1994: Tim Chappel và Lizzy Gardiner – The Adventures of Priscilla, Queen of the Desert
  - Jeffrey Kurland – Bullets Over Broadway
  - Colleen Atwood – Little Women
  - April Ferry – Maverick
  - Moidele Bickel – Queen Margot (La reine Margot)
- 1995: James Acheson – Restoration
  - Charles Knode – Braveheart
  - Shuna Harwood – Richard III
  - Jenny Beavan và John Bright – Sense and Sensibility
  - Julie Weiss – Twelve Monkeys
- 1996: Ann Roth – The English Patient
  - Paul Brown – Angels and Insects
  - Ruth Myers – Emma
  - Alexandra Byrne – Hamlet
  - Janet Patterson – The Portrait of a Lady
- 1997: Deborah Lynn Scott – Titanic
  - Ruth E. Carter – Amistad
  - Dante Ferretti – Kundun
  - Janet Patterson – Oscar and Lucinda
  - Sandy Powell – The Wings of the Dove
- 1998: Sandy Powell – Shakespeare in Love
  - Colleen Atwood – Beloved
  - Alexandra Byrne – Elizabeth
  - Judianna Makovsky – Pleasantville
  - Sandy Powell – Velvet Goldmine
- 1999: Lindy Hemming – Topsy-Turvy
  - Jenny Beavan – Anna and the King
  - Colleen Atwood – Sleepy Hollow
  - Gary Jones và Ann Roth – The Talented Mr. Ripley
  - Milena Canonero – Titus

### Thập niên 2000
- 2000: Janty Yates – Võ sĩ giác đấu 
  - Anthony Powell – 102 Dalmatians
  - Tim Yip – Ngọa hổ tàng long
  - Rita Ryack – How the Grinch Stole Christmas
  - Jacqueline West – Quills
- 2001: Catherine Martin và Angus Strathie – Moulin Rouge! 
  - Milena Canonero – The Affair of the Necklace
  - Jenny Beavan – Gosford Park
  - Judianna Makovsky – Harry Potter and the Sorcerer's Stone
  - Ngila Dickson và Richard Taylor – The Lord of the Rings: The Fellowship of the Ring
- 2002: Colleen Atwood – Chicago 
  - Julie Weiss – Frida
  - Sandy Powell – Gangs of New York
  - Ann Roth – The Hours
  - Anna B. Sheppard – The Pianist
- 2003: Ngila Dickson và Richard Taylor – The Lord of the Rings: The Return of the King 
  - Dien van Straalen – Girl with a Pearl Earring
  - Ngila Dickson – The Last Samurai
  - Wendy Stites – Master and Commander: The Far Side of the World
  - Judianna Makovsky – Seabiscuit
- 2004: Sandy Powell – The Aviator 
  - Alexandra Byrne – Finding Neverland
  - Colleen Atwood – Lemony Snicket's A Series of Unfortunate Events
  - Sharen Davis – Ray
  - Bob Ringwood – Troy
- 2005: Colleen Atwood – Hồi ức của một geisha 
  - Gabriella Pescucci – Charlie and the Chocolate Factory
  - Sandy Powell – Mrs. Henderson Presents
  - Jacqueline Durran – Pride and Prejudice
  - Arianne Phillips – Walk the Line
- 2006: Milena Canonero – Marie Antoinette 
  - Chung Man Yee – Curse of the Golden Flower (Man cheng jin dai huang jin jia)
  - Patricia Field – The Devil Wears Prada
  - Sharen Davis – Dreamgirls
  - Consolata Boyle – The Queen
- 2007: Alexandra Byrne – Elizabeth: The Golden Age 
  - Albert Wolsky – Across the Universe
  - Jacqueline Durran – Atonement
  - Marit Allen – La Vie en Rose (La môme) (posthumous nomination)
  - Colleen Atwood – Sweeney Todd: The Demon Barber of Fleet Street
- 2008: Michael O'Conner – The Duchess 
  - Catherine Martin – Australia
  - Jacqueline West – The Curious Case of Benjamin Button
  - Danny Glicker – Milk
  - Albert Wolsky – Revolutionary Road